# Callipallene conirostris
Callipallene conirostris is een zeespin uit de familie Callipallenidae. De soort behoort tot het geslacht Callipallene. Callipallene conirostris werd in 1954 voor het eerst wetenschappelijk beschreven door Stock. 